# 后盐站
后盐站是大连地铁3号线与5号线的地铁车站，是一个换乘站，位于中华人民共和国辽宁省大连市甘井子区振兴路与华北路交叉口东北侧。3号线车站于2003年5月1日开通，5号线车站于2023年3月17日开通。

## 车站结构
地铁大连站为3号线与5号线换乘站，其中3号线车站位于振兴路与华北路交叉口东北侧，平行振兴路东西向设置，为地上二层侧式站台车站，站厅位于地面，地上二层为站台层，站台设置半高站台门。5号线车站位于3号线车站北侧，为地下二层岛式站台车站，车站长185米，标准段宽22.5米，车站地下一层为站厅层，地下二层为站台层，站台设置全高站台门。两线采用通道换乘，通道连接3号线站厅北侧新建换乘厅与5号线站厅西南侧。
| 側式 · 開右邊车门 |  |                           |
|                   |  | █ 3号线往大连站（泉水）   |
|                   |  | █ 3号线往金石滩（大连湾） |
| 側式 · 開右邊车门 |  |                           |

|                   |  | █ 5号线往后关（終點站）     |
| 島式 · 開左邊车门 |  |                             |
|                   |  | █ 5号线往虎滩新区（龙华路） |

## 车站出口
后盐站目前开放3个出口，其中A、B出口连通3号线站厅，D1出口连通5号线站厅，各出口及周围设施如下所示：
| 出口编号            | 照片           | 出口指示       | 建议前往的目的地                       |
| 连通 3号线站厅      | 连通 3号线站厅 | 连通 3号线站厅 | 连通 3号线站厅                         |
| ------------------- | -------------- | -------------- | -------------------------------------- |
| A · 出口 · （设有） |                | 规划路         | 大连湾街道后盐社区卫生服务站           |
| B · 出口            |                | 规划路         |                                        |
| 连通 5号线站厅      |                |                |                                        |
| D · 1 · 出口        |                | 规划路         | 大连湾街道后盐社区卫生服务站，后盐学校 |
| 图例： 设有         |                |                |                                        |

## 接驳交通

### 公交车
- 后盐地铁站：513路、518路、1012路、1015路

## 车站历史
- 2003年5月1日，车站随3号线一期通车开通[1]。
- 2021年12月22日，5号线车站主体结构封顶[4]。
- 2023年
  - 3月17日，5号线开通，车站成为换乘车站[2]。
  - 9月1日，3号线站台半高站台门启用[5]。